# Christuskirche (Neuburg)

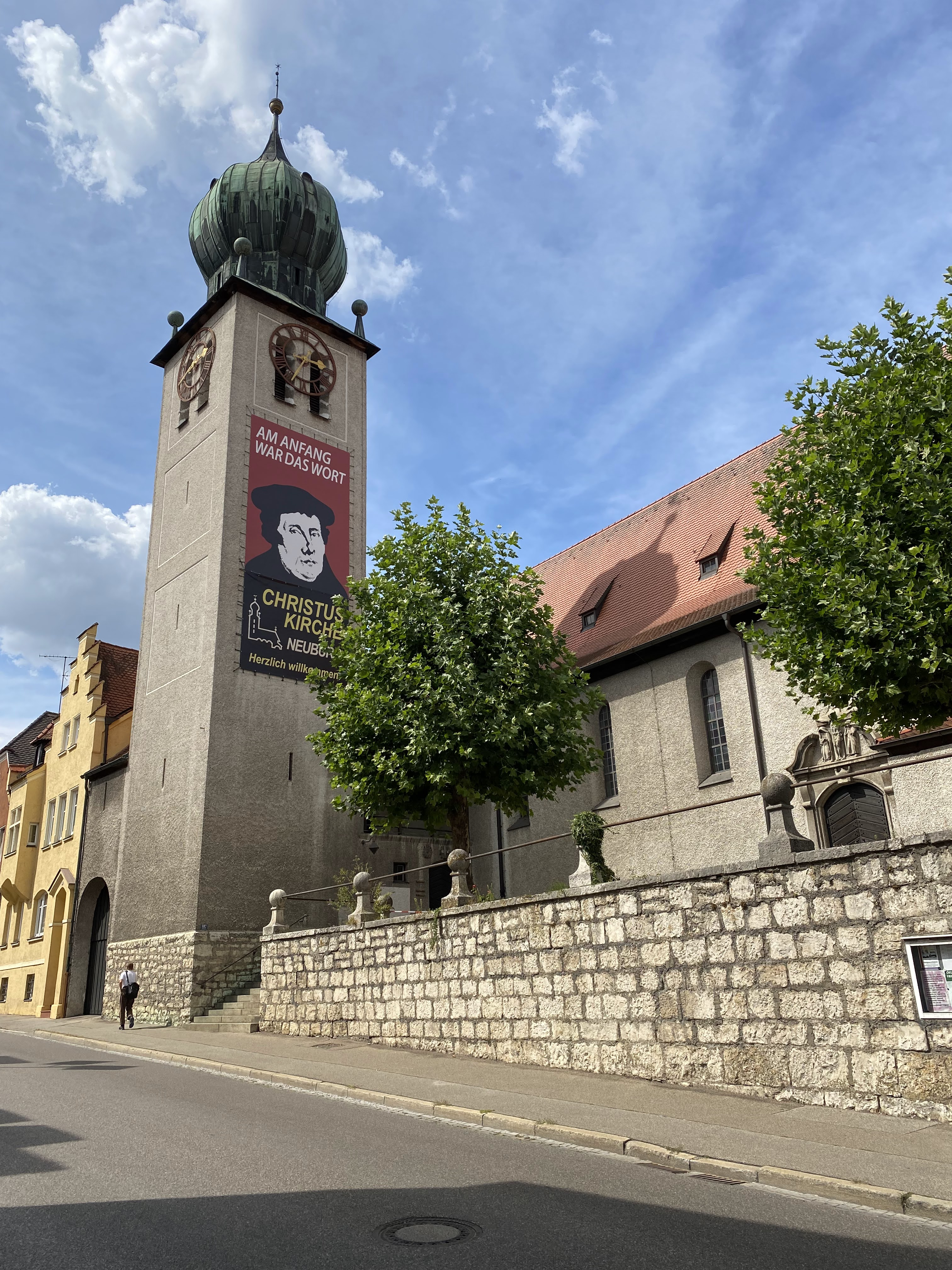
Christuskirche

Die evangelisch-lutherische Christuskirche in Neuburg an der Donau wurde 1927–1930 nach Plänen des Münchner Architekten German Bestelmeyer erbaut. Die Kirche in der Theresienstraße mit ihrem mächtigen Turm prägt heute das Stadtbild.

## Der Anfang

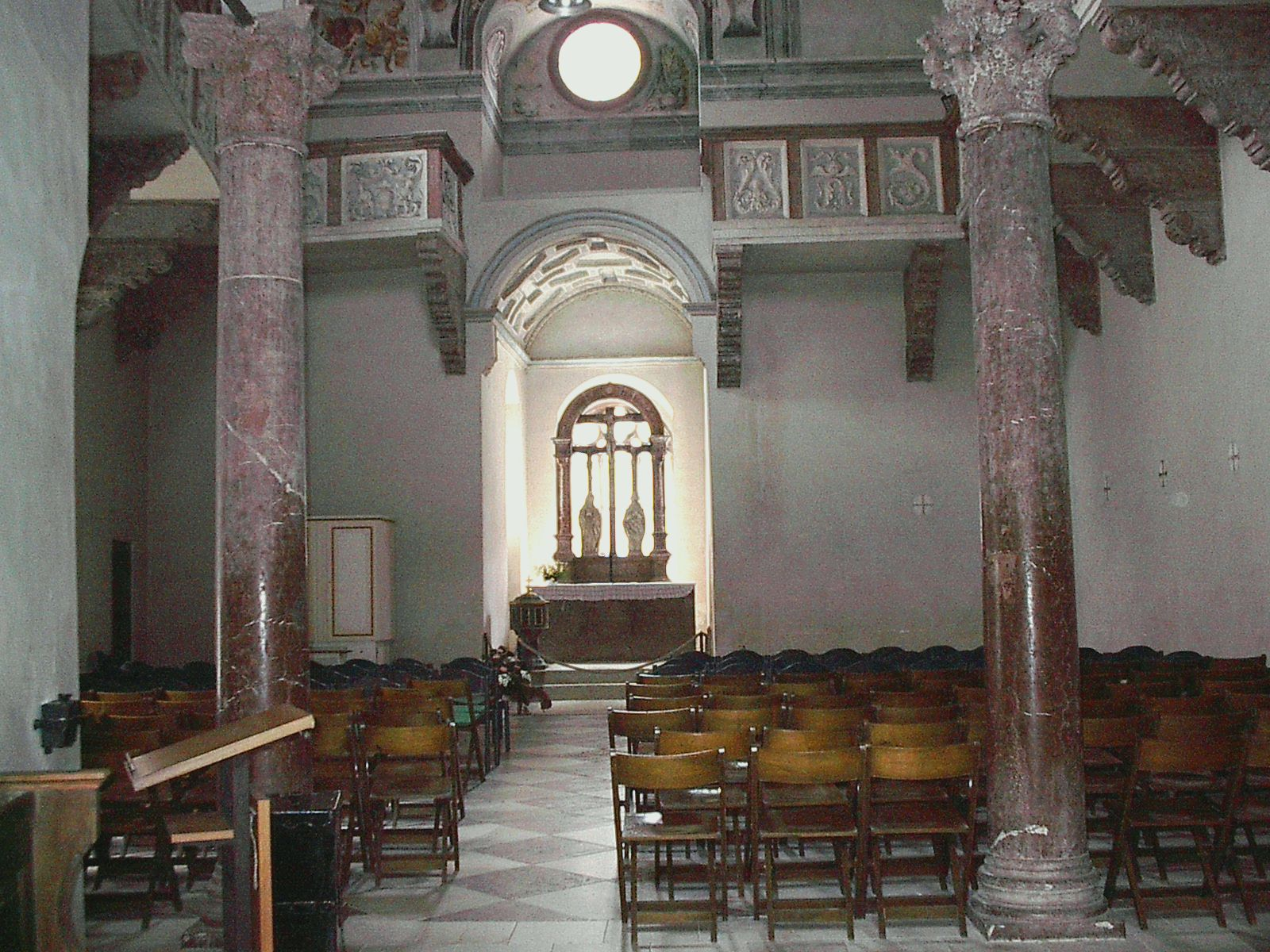
Neuburger Schlosskapelle, erstes Domizil der Protestanten

Die evangelischen Christen bildeten im 19. Jahrhundert in Altbayern, so auch in der Stadt Neuburg, eine sehr kleine Minderheit, wenn sie auch dort – aufgrund der Bedeutung Neuburgs als Garnison und Verwaltungszentrum sowie wegen der protestantischen Siedler im benachbarten Donaumoos – ein wenig stärker hervortraten. Neuburg besaß deshalb auch keine eigene Pfarrei, sondern nur ein Vikariat.
Die Gläubigen wurden bei der Königlichen Bayerischen Regierung vorstellig und König Max II. überließ ihnen per 5. Februar 1849 bis auf Widerruf die Schlosskapelle. Im Jahre 1854 zählte die evangelische Kirchengemeinde bereits 500 Mitglieder. Neuburg wurde nun zu einer eigenen Pfarrei erhoben.
Am 8. Januar 1906 wurde ein Kirchenbauverein gegründet. Die beiden Kreidewerksbesitzer Kommerzienrat Schulz und Kommerzienrat Philipp stifteten spontan 1000 Mark. Der Erste Weltkrieg und die Inflation verzögerten das Vorhaben. 1924 arbeitete der Architekt German Bestelmeyer an einer Skizze bzw. einem Plan. Generalkonsul Fritz von Philipp stiftete 10.000 Reichsmark. Damit war der finanzielle Grundstock auf 60.000 Reichsmark angewachsen.

## Kirchenbau und Weihe

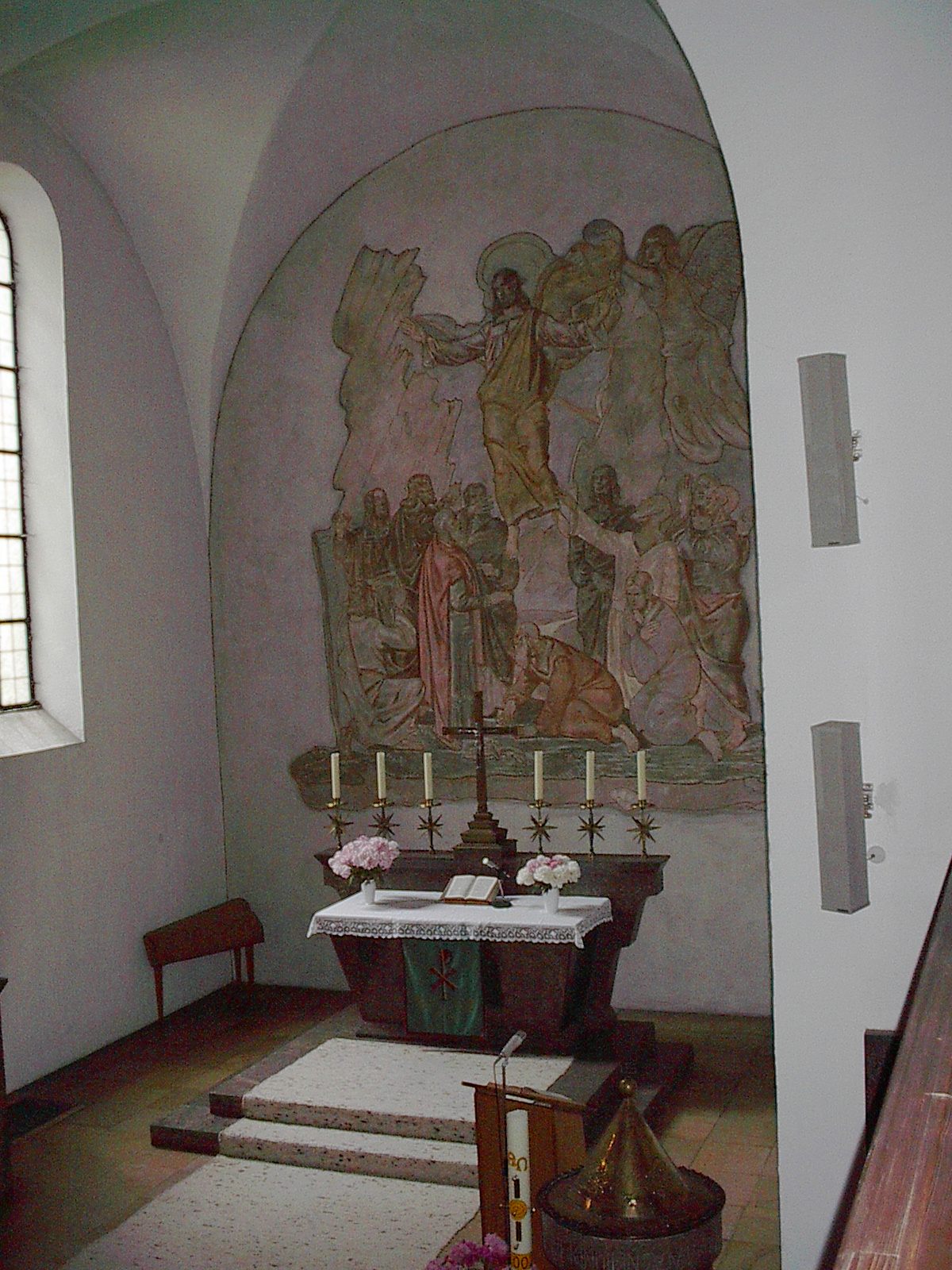
Altarraum der Christuskirche

Im Frühjahr 1927 erfolgte der Abbruch des Kuglerbräus. Am 8. Juli 1927 gab es den ersten Spatenstich für die Kirche und am 24. Juli eine feierliche Grundsteinlegung. Am 28. Oktober feierte die Kirchengemeinde das Richtfest.
Baumängel am Turm erzwangen einen Baustopp, aber trotz aller Widrigkeiten ging der Bau weiter. 1928 stifteten die Familien von Philipp drei Bronzeglocken im Wert von 11.000 Reichsmark. Oberlandesgerichtsrat Anton Bracker stiftete 2000 Reichsmark für den Altar, die Kanzel im Wert von 3800 Reichsmark finanzierte der Architekt Bestelmeyer, den Taufstein schenkte der Evangelische Frauenbund Neuburg. Die Familie von Philipp stiftete die Orgel im Wert von 15.000 Reichsmark.
Am 31. August 1930 wurde die Christuskirche eingeweiht. Der Einzug in das neue Gotteshaus war zugleich ein Abschied von der Schlosskapelle. Dort wurden die Kerzen gelöscht und die sakralen Gegenstände in die neue Kirche getragen. Die Familie von Philipp übernahm eine selbstschuldnerische Bürgschaft von 70.000 Reichsmark, damit war die restliche Finanzierung abgedeckt. Eine Uhr bekam der Kirchturm erst im Jahr 1940. 1942 war die letzte Kirchenbauschuld getilgt. Nach dem Zweiten Weltkrieg wuchs die evangelische Gemeinde in Neuburg insbesondere durch den Zuzug von Flüchtlingen und Heimatvertriebenen stark an, so dass 1964 die Apostelkirche als Filialkirche im Siedlungsgebiet Ostend eingeweiht wurde.